# Fenningsjön
Fenningsjön är en sjö i Malung-Sälens kommun i Dalarna och ingår i Dalälvens huvudavrinningsområde. Sjön har en area på 0,233 kvadratkilometer och ligger 520,3 meter över havet. Sjön avvattnas av vattendraget Fenningsån.

## Delavrinningsområde
Fenningsjön ingår i det delavrinningsområde (676728-137061) som SMHI kallar för Namn saknas. Medelhöjden är 554 meter över havet och ytan är 19,83 kvadratkilometer. Det finns inga avrinningsområden uppströms utan avrinningsområdet är högsta punkten. Fenningsån som avvattnar avrinningsområdet har biflödesordning 5, vilket innebär att vattnet flödar genom totalt 5 vattendrag innan det når havet efter 443 kilometer. Avrinningsområdet består mestadels av skog (68 procent) och sankmarker (24 procent). Avrinningsområdet har 0,45 kvadratkilometer vattenytor vilket ger det en sjöprocent på 1,4 procent.